# Verona (New Jersey)
Pour les articles homonymes, voir Verona (homonymie).
Verona (Verona township) est un township (municipalité) situé dans le comté d'Essex, New Jersey, aux États-Unis. Selon le recensement de 2020, sa population est de 14 572 habitants.

## Toponymie
Au XIXe siècle, la région de l'actuelle Verona faisait partie de ce que l'on appelait alors la vallée de Vernon. Ce nom fut rejeté lorsque les résidents s'adressèrent au service postal des États-Unis, car il était déjà utilisé pour une zone du comté de Sussex. Verona fut alors choisi comme nom alternatif par la communauté.
Le nom du township est dérivé de Verona (Vérone), en Italie.

## Histoire
En 1702, un groupe de colons quitte la ville de Newark et achète aux Amérindiens Lenapes une vaste étendue de terre au nord-ouest de leur ville natale pour l'équivalent de quelques centaines de dollars. Cette étendue s'étendait à l'ouest et au nord jusqu'à la Passaic River, au sud jusqu'au centre-ville de ce qui allait devenir Livingston, et à l'est jusqu'aux Watchung Mountains. Ce sera dans cette zone que se développera le comté d'Essex et le Verona township.

## Démographie
Selon le recensement de 2020, sa population est de 14 572 habitants.

## Personnalités liées à la ville
- Nicole McLaughlin, artiste
- Jay Mohr, acteur